# Louise Jansen
Louise Mai Jansen (født 14. april 1984) er en dansk elitesvømmer. Hun stiller op for Allerød/Sigma NS. Hendes favoritdisciplin er individuel medley. Hun læser HA i matematik og økonomi ved Copenhagen Business School i København.
Louise Jansen deltog ved OL i Athen 2004 i 200m fri og 200m medley og OL i Beijing 2008 i 4x200 m fri holdkap.
Hun har deltaget ved:
VM i 2005 i Montreal, 2007 i Melbourne og 2009 i Rom, 
EM i 2004 i Madrid, 2006 i Budapest, 2008 i Eindhoved og 2010 i Budapest.
EM på kortbane i 2004 i Wien, 2005 Trieste, 2007 Debrecen, 2008 Rijeka og 2009 Istanbul.
Bedste individuelle resultat: EM Budapest 2010 – Finale i 200m medley slutter som nr. 8
Bedste holdkap resultat: EM Budapest 2010 – Finale i 4x100m holdmedley slutter som nr. 4
Louise har vundet i alt 19 individuelle danske senior mesterskaber (fordelt på 7 forskellige discipliner) og sat 1 nordisk rekord i 200m medley.